# Rhoda Rennie
Rhoda Rennie   (Benoni, 2 de maig de 1909 - Johannesburg, 11 de març de 1963) va ser una nedadora sud-africana que va competir durant la dècada de 1920.
El 1928 va prendre part en els Jocs Olímpics d'Amsterdam, on disputà tres proves del programa de natació. Guanyà la medalla de bronze en la prova dels 4x100 metres lliures, formant equip amb Marie Bedford, Freddie van der Goes i Kathleen Russell, mentre que en els 100 i 400 metres lliures quedà eliminada en sèries.